# Carl Wilhelm Jessen
Carl Wilhelm Jessen, född den 10 juli 1764, död den 30 mars 1823, var en dansk sjöofficer, bror till Juliane Marie Jessen.
Jessen förde 1801 som kaptenlöjtnant befälet över briggen "Lougen" i Västindien, utkämpade därunder en häftig strid mot två engelska krigsskepp (3 mars) och undkom lyckligen till Saint Thomas. År 1808 var han kapten på linjeskeppet "Prinds Christian", vilket vid Själlands Odde anfölls av två engelska linjeskepp och tre andra krigsfartyg samt efter ett hårdnackat motstånd besegrades (22 mars). År 1822 blev han konteramiral och guvernör på Saint Thomas.

## Utmärkelser
- Riddare av Dannebrogorden,  1809[2]
- Dannebrogsmännens hederstecken,  1812[2]

[Redigera Wikidata]